# Пахотне
Па́хотне (каз. Пахотное) — село у складі Абайського району Карагандинської області Казахстану. Входить до складу Єсенгельдинського сільського округу.
Населення — 39 осіб (2021; 61 у 2009, 165 у 1999, 203 у 1989).
Національний склад станом на 1989 рік:
- росіяни — 41 %.

У радянські часи село називалось також 3-є Пахотне.